# Wi-Fi Protected Access

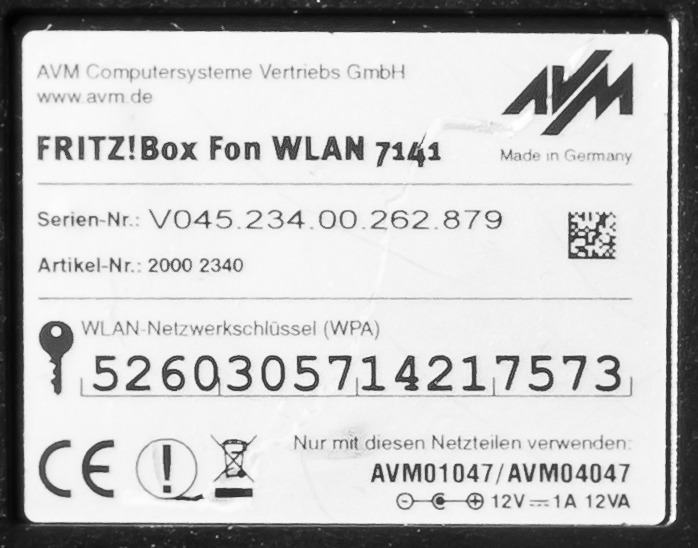
Fritz!Box Fon WLAN 7141 - Placa de identificación con clave de red WLAN (WPA)

- Para el Works Progress Administration, véase Works Progress Administration (WPA)

Wi-Fi Protected Access (WPA), en español «Acceso Wi-Fi protegido», es un sistema para proteger las redes inalámbricas (Wi-Fi); creado para corregir las deficiencias del sistema previo, Wired Equivalent Privacy (WEP). Los investigadores han encontrado varias debilidades en el algoritmo WEP (tales como la reutilización del vector de inicialización (IV), del cual se derivan ataques estadísticos que permiten recuperar la clave WEP, entre otros). WPA implementa la mayoría del estándar IEEE 802.11i, y fue creado como una medida intermedia para ocupar el lugar de WEP. WPA fue creado por la Wi-Fi Alliance («Alianza Wi-Fi»).
WPA adopta la autenticación de usuarios mediante el uso de un servidor, donde se almacenan las credenciales y contraseñas de los usuarios de la red. Para no obligar al uso de tal servidor para el despliegue de redes, WPA permite la autenticación mediante una clave precompartida, que de un modo similar al WEP, requiere introducir la misma clave en todos los equipos de la red.
Un inconveniente encontrado en la característica agregada al Wi-Fi llamada Wi-Fi Protected Setup (también bajo el nombre de QSS) permite eludir la seguridad e infiltrarse en las redes que usan los protocolos WPA y WPA2.

## Historia
WPA fue diseñado para utilizar un servidor de autenticación (normalmente un servidor RADIUS), que distribuye claves diferentes a cada usuario (a través del protocolo 802.1x); sin embargo, también se puede utilizar en un modo menos seguro de clave precompartida para usuarios de casa o pequeña oficina. La información es cifrada utilizando el algoritmo RC4 (debido a que WPA no elimina el proceso de cifrado WEP, sólo lo fortalece), con una clave de 128 bits y un vector de inicialización de 48 bits.
Una de las mejoras sobre WEP, es la implementación del Protocolo de Integridad de Clave Temporal (TKIP - Temporal Key Integrity Protocol), que cambia claves dinámicamente a medida que el sistema es utilizado. Cuando esto se combina con un vector de inicialización (IV) mucho más grande, evita los ataques de recuperación de clave (ataques estadísticos) a los que es susceptible WEP.
Adicionalmente a la autenticación y cifrado, WPA también mejora la integridad de la información cifrada. La comprobación de redundancia cíclica (CRC - Cyclic Redundancy Check) utilizado en WEP es inseguro, ya que es posible alterar la información y actualizar la CRC del mensaje sin conocer la clave WEP. WPA implementa un código de integridad del mensaje (MIC - Message Integrity Check), también conocido como "Michael". Además, WPA incluye protección contrataques de "repetición" (replay attacks), ya que incluye un contador de tramas.
Al incrementar el tamaño de las claves, el número de llaves en uso, y al agregar un sistema de verificación de mensajes, WPA hace que la entrada no autorizada a redes inalámbricas sea mucho más difícil. El algoritmo Michael fue el más fuerte que los diseñadores de WPA pudieron crear, bajo la premisa de que debía funcionar en las tarjetas de red inalámbricas más viejas; sin embargo es susceptible a ataques. Para limitar este riesgo, los drivers de las estaciones se desconectarán un tiempo definido por el fabricante, si reciben dos colisiones Michael en menos de 60 segundos, podrán tomar medidas, como por ejemplo reenviar las claves o dejar de responder durante un tiempo específico.

## Seguridad, ataques WPA TKIP
TKIP es vulnerable a un ataque de recuperación de keystream, esto es, sería posible reinyectar tráfico en una red que utilizara WPA TKIP. Esto es posible por diversas causas, algunas de ellas heredadas de WEP. Entre las causas, cabe destacar la evasión de las medidas anti reinyección de TKIP y se sigue una metodología similar a la utilizada en el popular ataque CHOP CHOP sobre el protocolo WEP. La evasión de protección anti reinyección de TKIP es posible debido a los diversos canales que se utilizan en el modo QoS especificado en el estándar 802.11ie, aunque también existe la posibilidad de aplicarlo en redes no QoS.

## WPA2
Una vez finalizado el nuevo estándar 802.11i se crea el WPA2 basado en este. WPA se podría considerar de «migración», mientras que WPA2 es la versión certificada del estándar de la IEEE.
El estándar 802.11i fue ratificado en junio de 2004.
La Wi-Fi Alliance llama a la versión de clave pre-compartida WPA-Personal y WPA2-Personal y a la versión con autenticación 802.1x/EAP como WPA-Enterprise y WPA2-Enterprise.
Los fabricantes comenzaron a producir la nueva generación de puntos de acceso apoyados en el protocolo WPA2 que utiliza el algoritmo de cifrado AES (Advanced Encryption Standard). Con este algoritmo será posible cumplir con los requerimientos de seguridad del gobierno de USA - FIPS140-2. "WPA2 está idealmente pensado para empresas tanto del sector privado cómo del público. Los productos que son certificados para WPA2 le dan a los gerentes de TI la seguridad de que la tecnología cumple con estándares de interoperatividad" declaró Frank Hazlik Managing Director de la Wi-Fi Alliance. Si bien parte de las organizaciones estaban aguardando esta nueva generación de productos basados en AES es importante resaltar que los productos certificados para WPA siguen siendo seguros de acuerdo a lo establecido en el estándar 802.11i

### Seguridad ataques WPA2
Tanto la versión 1 de WPA, como la denominada versión 2, se basan en la transmisión de las autenticaciones soportadas en el elemento de información correspondiente. En el caso de WPA 1, en el tag propietario de Microsoft, y en el caso de WPA2 en el tag estándar 802.11i RSN.
Durante el intercambio de información en el proceso de conexión RSN, si el cliente no soporta las autenticaciones que especifica el AP (access point, punto de acceso), será desconectado pudiendo sufrir de esta manera un ataque DoS específico a WPA.
Además, también existe la posibilidad de capturar el 4-way handshake que se intercambia durante el proceso de autenticación en una red con seguridad robusta. Las claves PSK (precompartidas) son vulnerables a ataques de diccionario (no así las empresariales, ya que el servidor RADIUS generará de manera aleatoria dichas claves), existen proyectos libres que utilizan GPU con lenguajes específicos como CUDA (NVIDIA) y Stream (AMD) para realizar ataques de fuerza bruta hasta cien veces más rápido que con computadoras ordinarias.

## WPA3
WPA3 (Wi-Fi Protected Access 3), en español «Acceso Wi-Fi protegido 3», es el sucesor de WPA2 que fue anunciado en enero de 2018, por la Wi-Fi Alliance. El nuevo estándar utiliza cifrado de 128 bits en modo WPA3-Personal (192 bits en WPA3-Enterprise) y confidencialidad de reenvío. El estándar WPA3 también reemplaza el intercambio de claves pre-compartidas con la autenticación simultánea de iguales, lo que resulta en un intercambio inicial de claves más seguro en modo personal. La Wi-Fi Alliance también afirma que WPA3 reducirá los problemas de seguridad que plantean las contraseñas débiles y simplificará el proceso de configuración de dispositivos sin interfaz de visualización.